# Jim Pomeroy
Jim Pomeroy (* 16. November 1952 in Sunnyside, Washington; † 6. August 2006 in Yakima, Washington) war der erste US-amerikanische Motocrossrennfahrer, der einen Grand Prix der Fédération Internationale de Motocyclisme (FIM) gewann. Dies gelang ihm 1973 beim spanischen Motocross-Grand-Prix in der Klasse bis 250 cm³.
Bereits 1987 erlitt er bei einem Verkehrsunfall schwere Verletzungen. Am 6. August 2006 überschlug sich sein Jeep, nachdem er von der Fahrbahn abgekommen war, wobei sich Jim Pomeroy tödliche Verletzungen zuzog.

## WM-Platzierungen
| Jahr | Klasse                 | Platz | Motorradmarke |
| ---- | ---------------------- | ----- | ------------- |
| 1973 | 250cc Motocross WM     | 7.    | Bultaco       |
| 1974 | 250cc Motocross WM     | 14.   | Bultaco       |
| 1975 | 250cc Motocross WM     | 7.    | Bultaco       |
| 1976 | 250cc Motocross WM     | 4.    | Bultaco       |
| 1977 | 250cc Motocross USA WM | 3.    | Honda         |
| 1978 | 250cc Motocross USA WM | 5.    | Honda         |